# Psyllaephagus arenicola
Psyllaephagus arenicola är en stekelart som först beskrevs av Trjapitzin 1968.  Psyllaephagus arenicola ingår i släktet Psyllaephagus och familjen sköldlussteklar. Arten är reproducerande i Sverige. Inga underarter finns listade i Catalogue of Life.